# Mein Gott, wie lang, ach lange?
Mein Gott, wie lang, ach lange? (BWV 155) ist eine Kirchenkantate von Johann Sebastian Bach. Er komponierte sie 1716 in Weimar für den 2. Sonntag nach Epiphanias und führte sie am 19. Januar 1716 erstmals auf.

## Geschichte und Worte
Bach schrieb die Kantate als Konzertmeister am Hof von Johann Ernst von Sachsen-Weimar für den 2. Sonntag nach Epiphanias und führte sie am 19. Januar 1716 in der Schlosskirche erstmals auf. Die vorgeschriebenen Lesungen waren Röm 12,6–16  und Joh 2,1–11 , die Hochzeit zu Kana. Der Kantatentext wurde vom Hofdichter Salomon Franck verfasst und 1715 in Evangelisches Andachts-Opffer veröffentlicht. Er vertiefte einen Gedanken des Evangeliums: Jesus ist noch verborgen, doch die Seele darf darauf vertrauen, dass er zur rechten Zeit erscheinen wird. Franck erwähnt das Wort Wein und spielt damit auf das Wunder in Kana an, zum Beispiel „Der Tränen Maß wird stets voll eingeschenket, der Freuden Wein gebricht“. Der Schlusschoral ist die zwölfte Strophe von Paul Speratus’ Es ist das Heil uns kommen her.
Bach führte die Kantate in revidierter Fassung in Leipzig am 16. Januar 1724 auf.

## Besetzung und Aufbau
Wie andere Kantaten der Weimarer Zeit ist das Werk kammermusikalisch besetzt mit vier Solisten, Sopran, Alt, Tenor und Bass, vierstimmigem Chor im Choral, Fagott, zwei Violinen, Viola und Basso continuo.
1. Recitativo (Sopran, Streicher): Mein Gott, wie lang, ach lange?
2. Aria (Alt, Tenor, Fagott): Du mußt glauben, du mußt hoffen
3. Recitativo (Bass): So sei, o Seele, sei zufrieden
4. Aria (Sopran): Wirf, mein Herze, wirf dich noch
5. Choral: Ob sich’s anließ, als wollt er nicht

## Musik
Das Rezitativ spricht von sehnsüchtiger Erwartung über einem bebenden Orgelpunkt von mehr als elf Takten. Nur bei den Worten „der Freuden Wein gebricht“ gerät der Bass in Bewegung, auch wenn das Fehlen der Freude erwähnt wird, um auf „Mir sinkt fast alle Zuversicht“ wieder zurück zu sinken. Im folgenden Duett begleitet ein virtuoses Fagott in weitgespannten Figurationen die überwiegend parallel geführten Singstimmen. Satz 3 bringt tröstende Worte, die Bach dem Bass als der Vox Christi anvertraut. Auf die Worte „Damit sein Gnadenlicht dir desto lieblicher erscheine“ entwickelt sich ein Arioso. In der letzten Arie illustrieren lebhafte punktierte Rhythmen in den Streichern und später der Singstimme „Wirf, mein Herze, wirf dich noch in des Höchsten Liebesarme“. Der Choral auf die Melodie eines Osterchorals aus dem 15. Jahrhundert beschließt in vierstimmigem Satz die Kantate.

## Einspielungen
- Die Bach Kantate Vol. 22. Helmuth Rilling, Gächinger Kantorei, Bach-Collegium Stuttgart, Ingeborg Reichelt, Norma Lerer, Friedrich Melzer, Hanns-Friedrich Kunz. Hänssler, 1971.
- J. S. Bach: Das Kantatenwerk – Sacred Cantatas Vol. 8, Nikolaus Harnoncourt, Tölzer Knabenchor, Concentus Musicus Wien, Sopransolist des Tölzer Knabenchors, Paul Esswood, Kurt Equiluz, Thomas Hampson. Teldec, 1985.
- J. S. Bach: Complete Cantatas Vol. 3. Ton Koopman, Amsterdam Baroque Orchestra & Choir, Caroline Stam, Elisabeth von Magnus, Paul Agnew, Klaus Mertens. Antoine Marchand, 1995.
- J. S. Bach: Cantatas Vol. 5. Masaaki Suzuki, Bach Collegium Japan, Midori Suzuki, Yoshikazu Mera, Makoto Sakurada, Peter Kooij. BIS, 1997.
- Bach Cantatas Vol. 19: New York. John Eliot Gardiner, Monteverdi Choir, English Baroque Soloists, Joanne Lunn, Richard Wyn Roberts, Julian Podger, Gerald Finley. Soli Deo Gloria, 2000.
- Mein Gott, wie lang ach lang? Rudolf Lutz, Chor und Orchester der J. S. Bach-Stiftung, Julia Neumann, Margot Oitzinger, Julius Pfeifer, Raphael Jud. Hugo Loetscher (Reflexion.) DVD. Gallus-Media, 2008.